# Rožno
Rožno – wieś w Słowenii, w gminie Krško. W 2018 roku liczyła 227 mieszkańców.